# Unto the Third and Fourth Generation
Unto the Third and Fourth Generation è un cortometraggio muto del 1914 diretto da Edward J. LeSaint.

## Produzione
Il film fu prodotto dalla Selig Polyscope Company.

## Distribuzione
Distribuito dalla General Film Company, il film - un cortometraggio in due bobine - uscì nelle sale cinematografiche statunitensi il 5 gennaio 1914.
Non si conoscono copie ancora esistenti della pellicola che viene considerata presumibilmente perduta.